# Ruhi Su

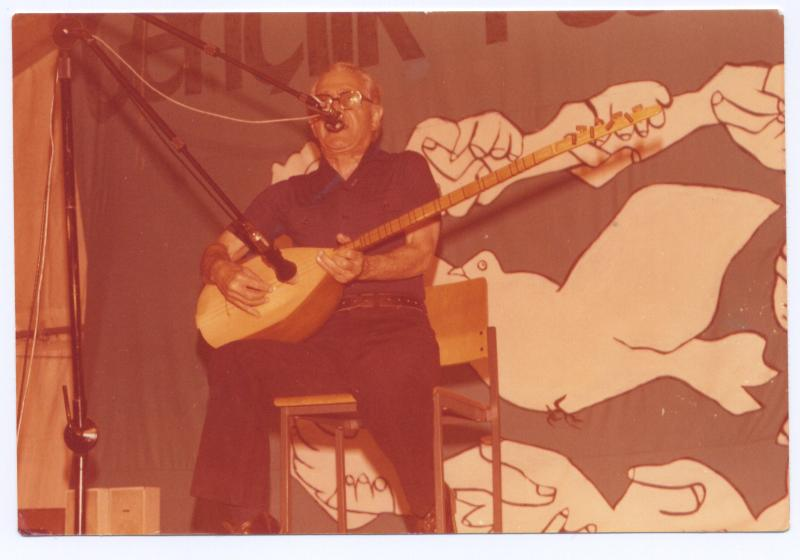
Ruhi Su auf einem Konzert 1979 in Deutschland

Mehmet Ruhi Su (* 1912 in Van; † 20. September 1985 in Istanbul) war ein türkischer Opernsänger, Volkssänger und Saz-Spieler vermutlich armenischer Herkunft.

## Leben

### Herkunft
Ob Ruhi Su armenischer Herkunft war und seine Eltern im Völkermord an den Armeniern oder beim armenischen Aufstand von Van ums Leben kamen, ist nicht gesichert. Er selber hat nie öffentlich über dieses Thema gesprochen, sondern nur gesagt, er sei „eines jener Kinder, die der Erste Weltkrieg allein zurückgelassen“ habe. Die Identität seiner Eltern ist nicht bekannt. Sein Sohn Ilgın sagte 2012: „Wenn man bedenkt, dass mein Vater 1912 in Van geboren wurde, er in einem Waisenhaus aufwuchs und niemals ein Verwandter ausfindig gemacht wurde, ist die Wahrscheinlichkeit sehr hoch, dass er Armenier war.“. Fest steht, dass Ruhi Su in einer mittellosen Familie in Adana aufwuchs und dort ab seinem zehnten Lebensjahr ein Internat für Waisenkinder besuchte.

### Ausbildung und frühe Jahre
Su begann im Alter von zwölf Jahren Violine zu spielen. Nach dem Familiennamensgesetz von 1934 wählte er den Nachnamen Su und legte sich zudem den Vornamen Ruhi zu. Er bewarb sich erfolgreich an der Musikschule Ankara und studierte von 1936 bis 1942 am Konservatorium Ankara. In den folgenden Jahren arbeitete er als Lehrer an einer Mittelschule in Ankara-Cebeci und am Dorfinstitut Hasanoğlan. Ab 1945 wirkte er an der Staatsoper mit und sang in Opern wie Madama Butterfly, Fidelio, Tosca und Rigoletto. Während seiner Ausbildung in klassischer Musik begann er, sich mit der türkischen Volksmusik auseinanderzusetzen. Um seine Stimmbänder zu schonen, gab er 1937 das Violinespiel auf; später lernte er, Saz zu spielen.
1942 bekam Su eine Sendung im staatlichen Sender Radyo Ankara mit dem Titel Der Bariton Ruhi Su singt Lieder. 1945 wurde die Sendung abgesetzt, weil Su ein herrschaftskritisches alevitisches Lied gesungen hatte. In dieser Zeit setzte Su seine Arbeit an der Oper fort, verstärkte aber seine Beschäftigung mit der Volksmusik. 1944 gab er im Halkevi Ankara sein erstes Konzert mit Volksliedern. 1946 gründete er an der Universität Ankara einen Chor, in der auch seine spätere Frau Sıdıka Umut kennenlernte. Im Jahr darauf wurde der Chor verboten.

### Verfolgung und Not
Su war Mitglied der Kommunistischen Partei der Türkei (TKP), gegen die 1951 eine Massenverfolgung einsetzte. Im November 1952 wurde Su von den Proben zur Oper The Consul verhaftet. Auf die Opernbühne kehrte er nie wieder zurück.
Su wurde zunächst im Sansaryan Han inhaftiert, einem vormaligen Warenhaus im Istanbuler Stadtteil Sirkeci in armenischem Besitz, das nach dem Völkermord enteignet und in den 1940er und 1950er Jahren als Polizeigefängnis genutzt wurde. Sansaryan Han galt als Folteranstalt; auch Su wurde gefoltert, unter anderem wurden ihm die Fingernägel ausgerissen. Eingesperrt in einer tabut („Sarg“) genannten winzigen Zelle, schrieb er den Text von Mahsus Mahal (etwa: „Besonderer Ort“), das später eines seiner bekanntesten Stücke werden sollte. Gewidmet war das Lied Sıdıka Umut, ebenfalls Mitglied der TKP, die zur selben Zeit in einer anderen „Sarg“-Zelle im selben Gefängnis saß. Noch in ihrer Haftzeit heirateten sie, wofür man sie aus dem Gefängnis zum Standesamt fuhr.
Sechs Monate verbrachte Su im Sansaryan Han, danach dreieinhalb Jahre im Gefängnis Harbiye. Schließlich wurde er nach Adana verlegt. Ein anderes seiner bekanntesten Stücke, Hasan Dağı, ist eine Aufarbeitung dieser Überfahrt. Dies erzählte viel später der Schriftsteller Vedat Türkali, der mit demselben Gefangenentransport überführt wurde. Nach der vollen Verbüßung ihrer fünfjährigen Haftstrafe wurden Ruhi und Sıdıka Su im Juni 1958 entlassen. Es folgen 22 Monate Verbannung, zunächst in der Provinzstadt Çumra, später in Ankara, wo 1959 ihr Sohn Ilgın geboren wurde. Die Arbeitsmöglichkeiten blieben schwierig. So lieferte Su den Soundtrack für den Film Karacaoğlan’ın Kara Sevdası des Regisseurs Atıf Yılmaz. Doch bevor der Film in die Kinos kam, wurde Sus Musik aus dem Film gestrichen – offiziell, weil seine Opernstimme nicht passe, tatsächlich aus politischen Gründen, weil der Produzent Repressalien fürchtete.
Nach dem Sturz der Menderes-Regierung durch eine Militärjunta wurde die Situation für Su etwas leichter. Er bekam ein Engagement im Taksim-Gazino im Gezi-Park, damals die bekannteste Vergnügungsstätte in Istanbul, und trat in weiteren Clubs auf. Doch Plattenfirmen scheuten weiterhin das Risiko, mit ihm zu arbeiten. Darum starteten befreundete Intellektuelle eine Subskriptionskampagne. So konnten 1963 vier Singles erscheinen. Für das Cover der ersten wurde ein Foto des türkisch-armenenischen Fotografen Ara Güler ausgewählt. Mit vier Subskriptionen veröffentlichte Su insgesamt 16 Singles.

### Erfolgreichste Phase
1971 erschien sein erstes Album Seferberlik Türküleri ve Kuvayi Milliye Destanı, eine Vertonung von Nâzım Hikmets Epos auf den Türkischen Befreiungskrieg. Es folgten weitere Alben in kurzen Abständen. 1975 gründete Su den Chor Dostlar Korosu, deren Mitglieder er in einem Casting auswählte und der ihn in folgenden Jahren oft begleitete. Der Chor wurde im Dostlar-Theater Istanbul angesiedelt, arbeitete später auch mit anderen Künstlern und besteht bis in die Gegenwart.
1977 trat Su erstmals in Europa auf. Seine dortigen Eindrücke verarbeitete er in den Liedern Almanya acı vatan („Deutschland, bittre Heimat“) und Almanya’da Çöpçülerimiz („Unsere Müllmäner in Deutschland“). Beide Stücke erschienen 1977 auf dem Album El Kapıları, dem ersten von zwei Alben, die er im Duett mit der Musikerin Sümeyra Çakır aufnahm.
Im selben Jahr kaufte das Ehepaar Su ein Haus am Küstenort Ören. Dort wurde ein Studio eingerichtet, das Paar hatte oft Besuch von Freunden und Kollegen. Diese Jahre waren die glücklichsten ihres gemeinsamen Lebens. Politisch engagiert blieb Su auch dort. So entstand in dieser Zeit ein anderes seiner bekanntesten Stücke: Şişli Meydanında Üç Kız, eine Aufarbeitung des Massakers am 1. Mai am Taksim-Platz.

### Letzte Jahre
Nach dem Militärputsch von 1980 verschlechterte sich Sus Arbeits- und Lebensbedingungen wieder. Er wurde nicht verhaftet, auch seine Werke wurden offiziell nicht verboten, aber sie waren in der Türkei nicht mehr erhältlich. Hinzu kam ein faktisches Auftrittsverbot.
Im Februar 1983 wurde Su zu einer Gala im Şan-Kino in Istanbul eingeladen. Aus Angst vor Repressalien verzichteten die Veranstalter darauf, ihn anzukündigen. Die Schriftstellerin und Journalistin Zeynep Oral, die an der Organisation des Abends beteiligt war, schilderte später, wie ein nicht enden wollender Applaus Su auf der Bühne empfing: „Wir applaudierten nicht nur ihm. Dieser Applaus war ein Protest gegen Unterdrückung, eine Demonstration für die Ideale, an die wir glaubten.“ Es wurde Sus letzter öffentlicher Auftritt.
Er war bereits an Krebs erkrankt. In der Türkei war zu dieser Zeit keine medizinische Behandlung möglich. Ausreisen konnte er nicht, weil sein Reisepass Ende 1980 abgelaufen war und die Militärjunta es ablehnte, den Pass zu verlängern. In seinem Kampf um die Ausreisebewilligung bekam Su Unterstützung aus dem In- und Ausland; so wandten sich Wolf Biermann, Heinrich Böll, Ingeborg Drewitz, Günter Grass, Siegfried Lenz und Günter Wallraff in einem Brief an die türkische Regierung. Mitte 1985 wurde Su schließlich erlaubt, einmalig für medizinische Zwecke auszureisen. Doch das kam zu spät, der Krebs war schon zu weit fortgeschritten. Dennoch wollte Su nach Deutschland reisen. Inmitten seiner Reisevorbereitungen verstarb er am 20. September 1985 in Istanbul.
Sein Begräbnis wurde zum ersten Massenprotest gegen die Junta seit dem Putsch fünf Jahre zuvor. Soldaten und Polizisten griffen den Trauerzug an, 163 Menschen wurden festgenommen. Bis in die Gegenwart wurde sein Grab auf dem Friedhof Zincirlikuyu mehrfach geschändet.
Seine Ehefrau Sıdıka Su starb am 18. Oktober 2006.

## Bedeutung
Seit den 1960er Jahren durchstreifte Su anatolische Dörfer und die Armenviertel von Istanbul, in denen sich Einwanderer aus Anatolien niedergelassen hatten, und „entdeckte“ mündlich überlieferte Lieder. Zudem vertonte er Werke der alten türkisch-alevitischen, Aşık genannten Dichter wie Yunus Emre und Pir Sultan Abdal. Vor dem Hintergrund seiner Ausbildung verband Su die traditionelle türkische Volksmusik mit Elementen der klassischen europäischen Musik. Zusammen mit Aşık Veysel war er es, der die städtischen türkischen Milieus mit der Musik Anatoliens bekannte machte. Zugleich modernisierte und politisierte Su die Volksmusik.
Er wurde zum Wegbereiter der Özgün Müzik und beeinflusste sowohl Folkmusiker wie Rahmi Saltuk, Zülfü Livaneli, Arif Sağ oder Ahmet Kaya als auch Rockmusiker wie Cem Karaca oder Haluk Levent. Etliche türkische Künstler coverten Lieder, die er geschrieben oder entdeckt hatte. Die Band Grup Yorum veröffentlichte 2015 ein ganzes Album mit seinen Liedern.
Ruhi Su gilt als einer der einflussreichsten türkischen Musiker des 20. Jahrhunderts überhaupt.

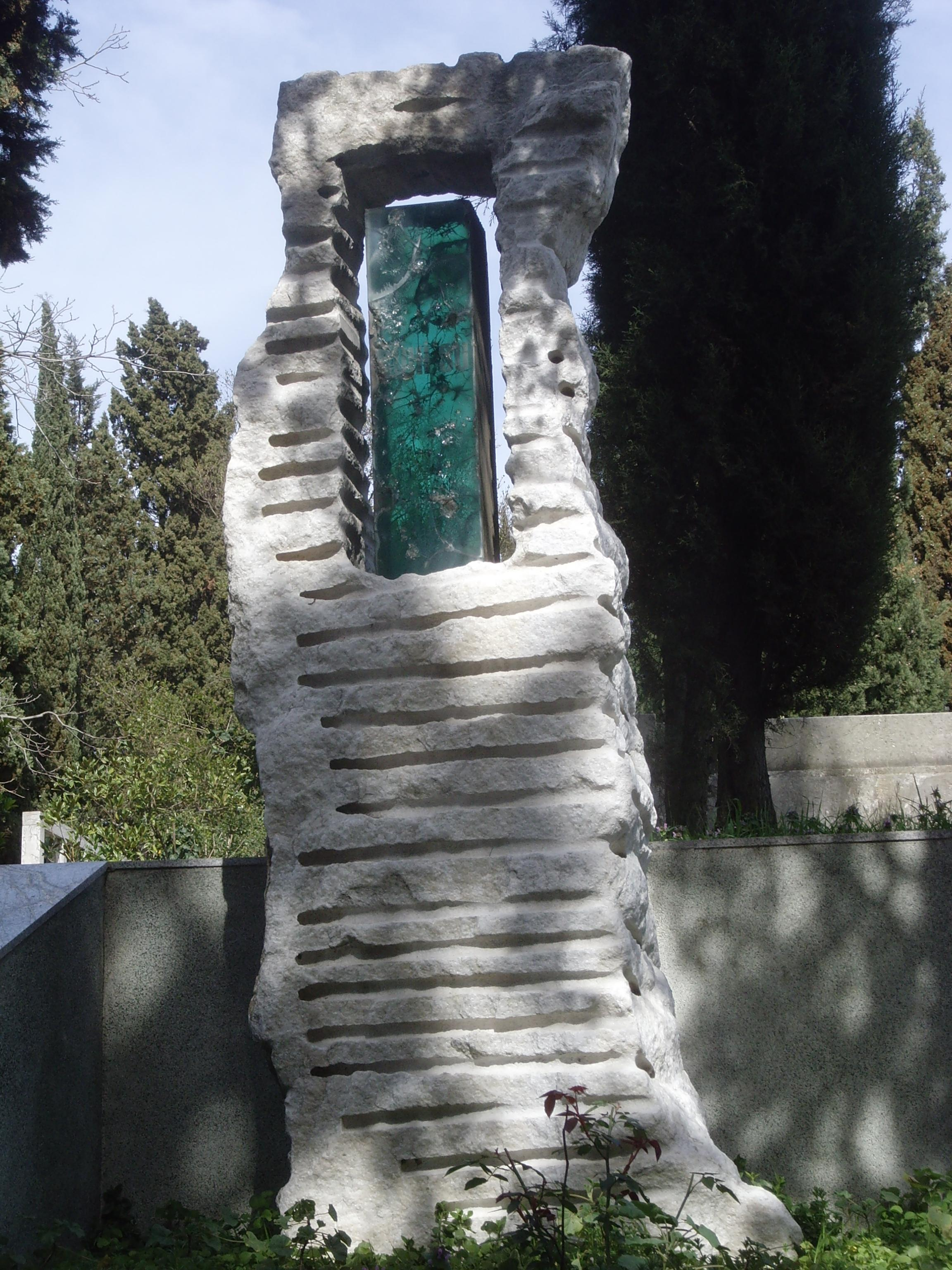
Grab in Zincirlikuyu

## Diskografie

### Alben
- 1971: Seferberlik Türküleri Ve Kuvayi Milliye Destanı
- 1972: Yunus Emre
- 1972: Karacaoğlan
- 1972: Pir Sultan Abdal
- 1974: Şiirler – Türküler
- 1974: Köroğlu
- 1977: El Kapıları (zusammen mit Sümeyra)
- 1977: Sabahın Sahibi Var (zusammen mit Sümeyra)
- 1977: Semahlar
- 1980: Çocuklar Göçler Balıklar
- 1981: Zeybekler

Nach seinem Tod
- 1986: Pir Sultan’dan Levni’ye
- 1987: Kadıköy Tiyatrosu Konseri I
- 1987: Kadıköy Tiyatrosu Konseri II
- 1988: Beydağı’nın Başı
- 1988: Dadaloğlu Ve Çevresi
- 1989: Huma Kuşu Ve Taşlamalar
- 1990: Sultan Suyu "Pir Sultan Abdal’dan Deyişler"
- 1991: Dostlar Tiyatrosu Konseri (Zusammen mit Sümeyra)
- 1992: Ankara’nn Taşına Bak
- 1993: Semahlar
- 1993: Çocuklar, Göçler, Balıklar
- 1993: Zeybekler
- 1993: Ezgili Yürek
- 1993: Ekin İdim Oldum Harman
- 1993: Uyur İken Uyardılar
- 1994: Barabar
- 1995: Aman Of

### Singles (Auswahl)
- Acem Kızı
- Mahsus Mahal
- Ankara'nın Taşına Bak
- Bilmem Şu Feleğin